# Voo Avianca 144
O voo Avianca 144 foi uma linha aérea da Aerovías Nacionales de Colombia (Avianca) que ligava as cidades de Barranquilla e Bogotá, na Colômbia. Em 15 de fevereiro de 1947, o Douglas DC-4 C-114 que realizava essa linha aérea bateu na encosta da montanha El Tablazo a 10500 pés de altitude.  O acidente causaria a morte de todos os 49 passageiros e 4 tripulantes.

## Aeronave
Desenvolvido para atender um pedido da United Airlines, que solicitava uma aeronave maior e de maior alcance que os DC-3, o Douglas DC-4 faria seu primeiro voo de testes em 1939. Para ter sua capacidade de transporte ampliada, foi desenvolvido um trem de pouso do tipo triciclo, sendo o DC-4 a primeira aeronave do mundo a utilizá-lo. Com o advento da Segunda Guerra Mundial, todas as aeronaves de transporte foram requisitadas pelo exército americano, de forma que a produção do DC-4 foi encerrada após a construção de 79 unidades. Uma versão militar da aeronave foi construída sob o nome de C-54 Skymaster. Entre 1942 e 1947 foram produzidos 1170 Douglas C-54 Skymaster. Após o conflito, vendidos como material excedente de guerra para diversas companhias aéreas do mundo, dentre as quais a Avianca. A Avianca estava em franca expansão de suas rotas para Quito, Lima, Panamá, Miami, New York e para a Europa e adquiriu 26 aeronaves DC-4/ C-54 entre 1946 e 1948. 
A aeronave acidentada foi construída em 1944 e tinha o número de construção 10439 e era a segunda aeronave DC-4 recebida pela Avianca de um lote inicial de seis unidades, adquiridas da Pan American Airways, tendo recebido o prefixo C-114.

## Acidente
Após decolar de Barranquilla , o DC-4 (que realizava o voo 144 da Avianca) encontrou mau tempo durante o sobrevoo dos Andes colombianos. Em velocidade de cruzeiro, a aeronave penetrou num nevoeiro espesso e bateu contra a montanha El Tablazo, localizada no parque natural de La Sabana de Bogotá, a 10500 pés de altitude. O violento impacto causou a morte instantânea de todos os 53 ocupantes da aeronave. O mau tempo atrapalhou as buscas pela aeronave, considerada desaparecida por várias horas, até serem encontrados os destroços.

## Investigações
O acidente teria sido causado por erro da tripulação. O voo 144 era comandado pelo comandante Kenneth Newton Poe e o co-piloto Roy George Kaye, ambos estadunidenses, emprestados pela Pan Am, por conta da falta de pilotos locais para a operação dos novos DC-4. Eles não estavam habituados a voar sobre os Andes colombianos e iniciaram a decida para Bogotá em uma região montanhosa sob intensa neblina.

## Consequências
O acidente causou grande comoção na Colômbia e foi considerado o pior acidente aéreo do país até 1966, quando ocorreu o desastre com o voo Avianca 4.